# Prioritarismo
Prioritarismo, ou a visão prioritária, é uma perspectiva dentro da ética e filosofia política que afirma que "as ordenações de bem-estar social devem dar prioridade explícita aos mais desfavorecidos". O prioritarismo assemelha-se ao utilitarismo, e é igualmente uma forma de consequencialismo agregativo.
O termo "prioritarismo" foi cunhado pelo filósofo moral Larry Temkin. Richard Arneson, um proponente da visão, oferece a seguinte formulação:

O prioritarismo sustenta que o valor moral de alcançar um benefício para um indivíduo (ou evitar uma perda) é maior, quanto maior for o tamanho do benefício conforme medido por uma escala de bem-estar, e tanto maior, quanto menor for o nível de bem-estar da pessoa ao longo de sua vida, à parte do recebimento deste benefício.

O prioritarismo é uma interpretação da justiça distributiva e é frequentemente contraposto ao igualitarismo.

## Distinção do utilitarismo
O prioritarismo é um portmanteau de "prioridade" e "utilitarismo".
Enquanto as formas comuns de utilitarismo veem as consequências de uma ação como tendo peso moral igual, independentemente da pessoa que experimenta essas consequências, o prioritarismo dita que as consequências de uma ação devem ser ponderadas diferentemente dependendo de quão relativamente favorecido é o portador da consequência, ceteris paribus. Sob esta perspectiva, a moralidade de uma determinada ação não depende apenas da maximização do “bem” produzido por suas consequências, mas sim da maximização do “bem” que considera a vantagem ou desvantagem relativa do indivíduo afetado. Efetivamente, os impactos sobre os mais desfavorecidos são ponderados mais intensamente no cálculo moral do que os impactos sobre os mais favorecidos.
O Prioritarianismo também pode ser compreendido como uma subteoria do utilitarismo, sob a interpretação de que o último representa simplesmente a maximização do “bem”, com um descuido não intencional para as diferenças na utilidade, dependendo das circunstâncias dos indivíduos afetados.

## Comparação com teorias relacionadas
Os defensores do prioritarianismo argumentam que a ênfase do prioritarianismo na compaixão responde às críticas feitas ao utilitarismo, que alguns interpretam como um descaso pelas circunstâncias marginais e relativas.
Também se diferencia das formas radicais de igualitarismo que valorizam apenas a igualdade em detrimento da maximização geral do bem. O Prioritarianismo não atribui nenhum valor intrínseco à igualdade de bem-estar entre indivíduos e não consideraria uma mudança em direção a uma distribuição mais igual de bem-estar como melhor se os menos favorecidos não se beneficiassem.
Além de abordar críticas comuns ao utilitarismo e ao igualitarismo puro, o prioritarianismo também evita críticas ao princípio maximin. O princípio maximin classifica os resultados exclusivamente de acordo com o bem-estar do membro mais desfavorecido de uma sociedade, potencialmente em detrimento do bem geral ou dos outros membros da sociedade.

## Ver mais
- Ética centrada no sofrimento